# 20901 Mattmuehler
20901 Mattmuehler (2000 XO6) là một tiểu hành tinh vành đai chính được phát hiện ngày 1 tháng 12 năm 2000 bởi nhóm nghiên cứu tiểu hành tinh gần Trái Đất phòng thí nghiệm Lincoln ở Socorro.